# Gare de Toury
Gare de Toury vasútállomás Franciaországban, Toury településen.

## Vasútvonalak
Az állomást az alábbi vasútvonalak érintik:
- Párizs–Bordeaux-vasútvonal
- Voves-Toury

## Kapcsolódó állomások
A vasútállomáshoz az alábbi állomások vannak a legközelebb:
- Gare de Boisseaux (Paris Gare d’Austerlitz, Párizs–Bordeaux-vasútvonal)
- Gare de Château-Gaillard (Gare de Bordeaux-Saint-Jean, Párizs–Bordeaux-vasútvonal)